# 旋風灣
67°30′S 65°25′W / 67.500°S 65.417°W
旋風灣（英語：Whirlwind Inlet），是南極洲的海灣，位於葛拉漢地的弗因海岸，處於諾斯羅普角和滕特冰原島峰之間，長13公里、寬22公里，在1928年12月20日由澳大利亞探險家發現，現時由南極條約體系管理。